# 1946 w polityce

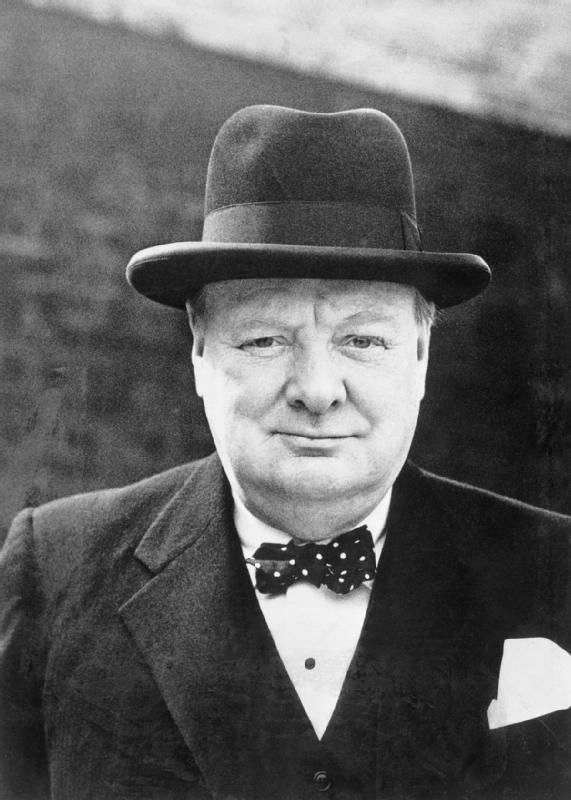
Winston Churchill

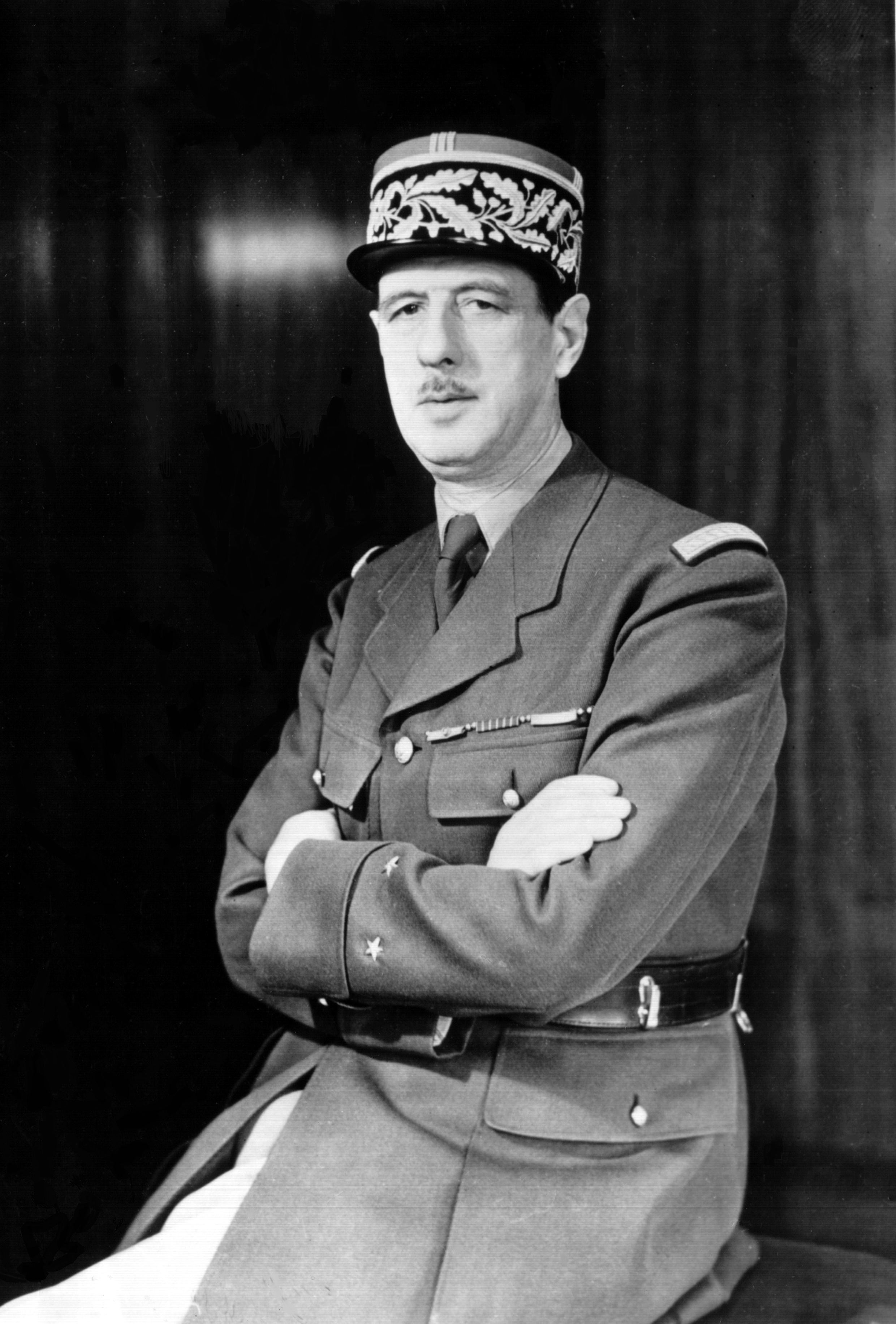
Charles de Gaulle

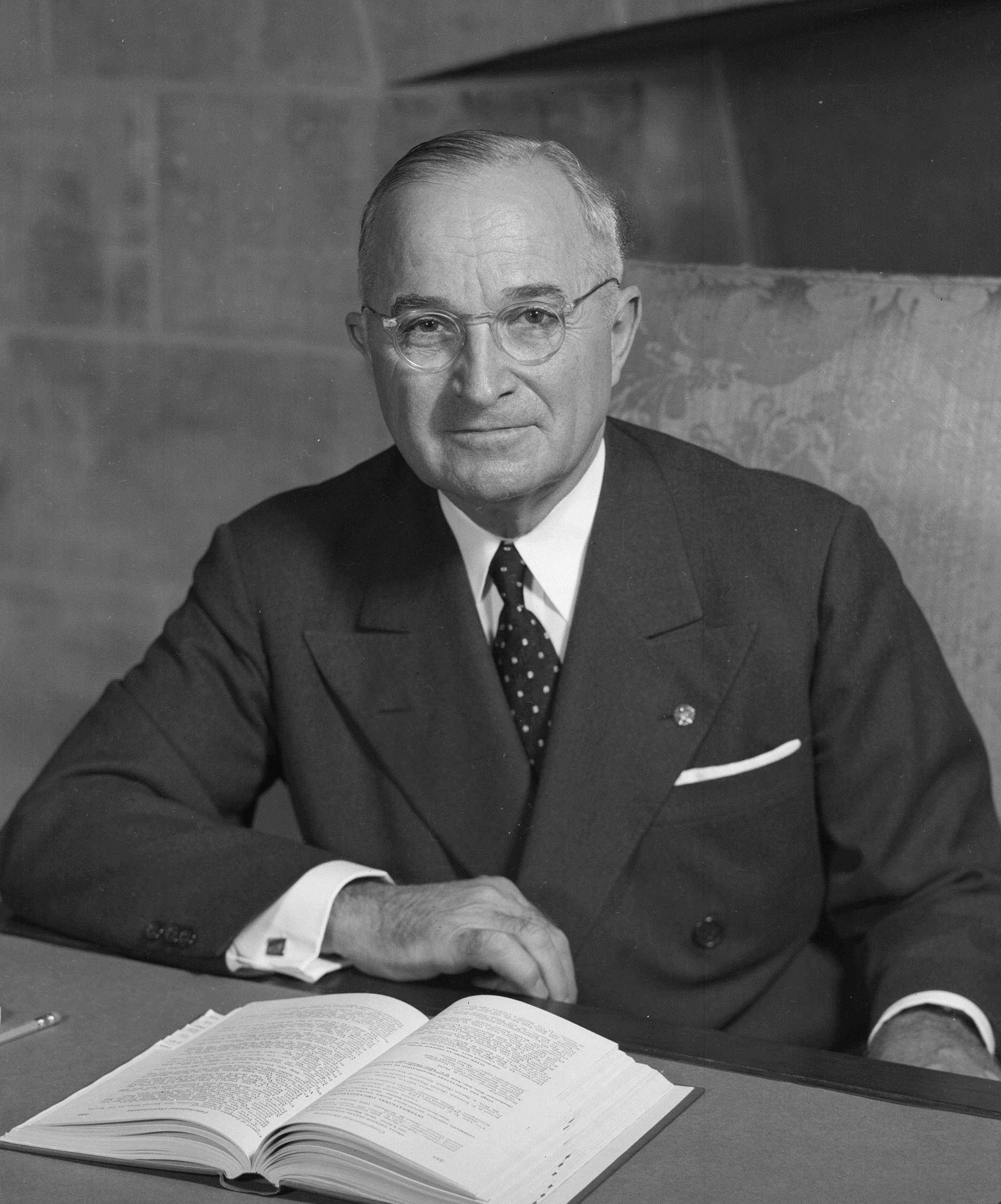
Harry Truman

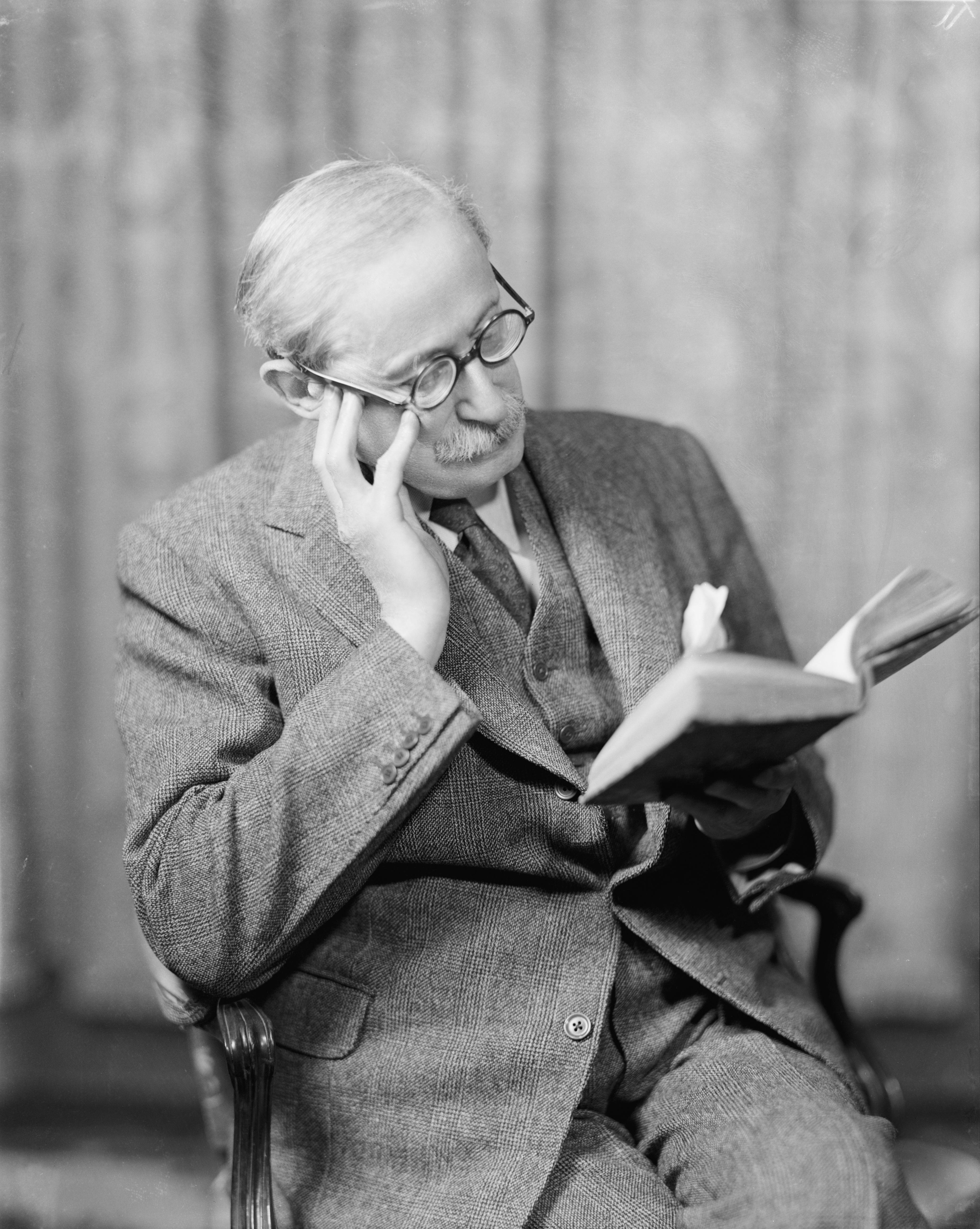
Léon Blum

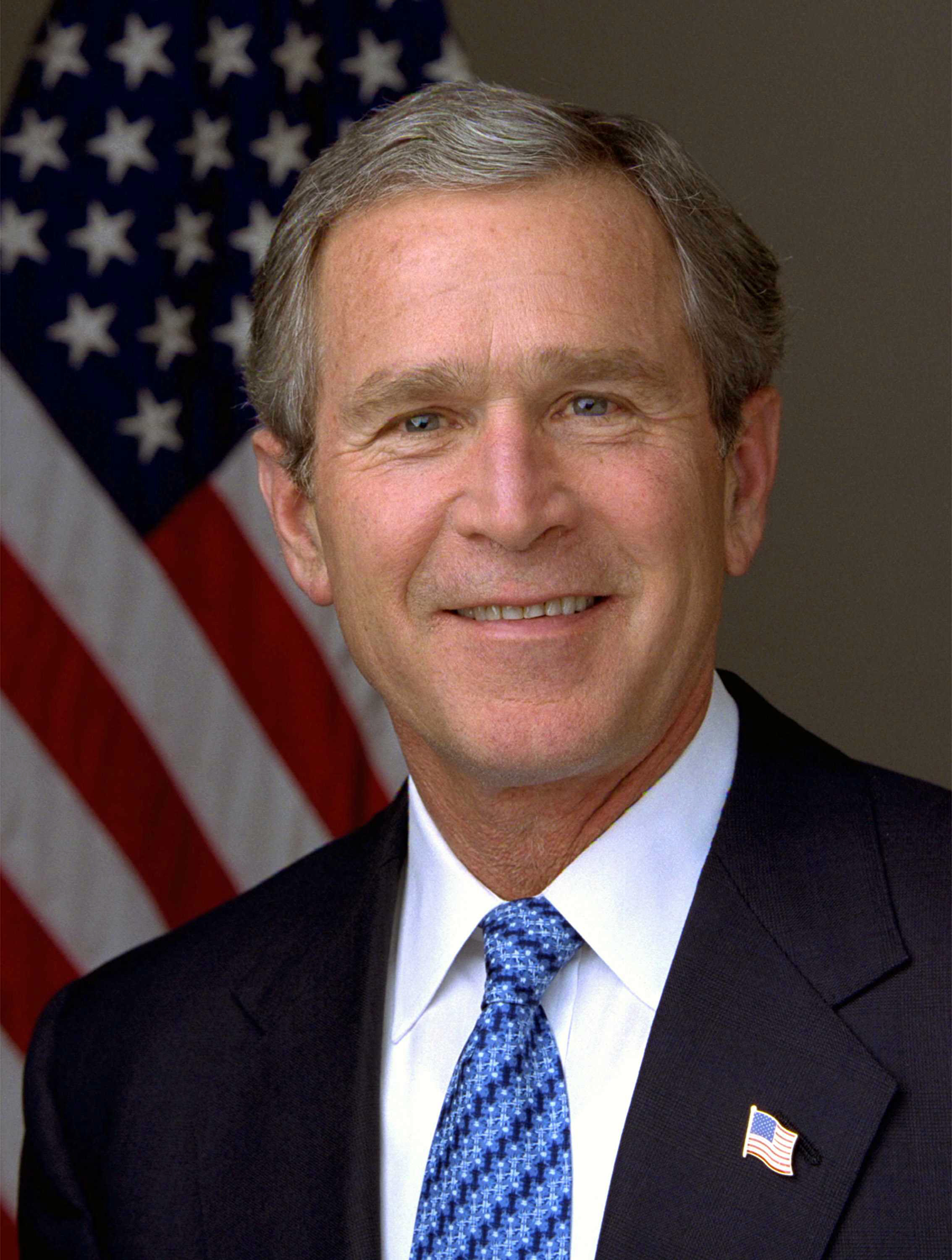
George W. Bush

Wydarzenia polityczne w 1946 roku.

## Styczeń
- 3 stycznia – weszła w życie ustawa Krajowej Rady Narodowej o nacjonalizacji przemysłu[1].
- 19 stycznia – rozpoczęły się obrady I Kongresu Polskiego Stronnictwa Ludowego[1].
- 30 stycznia – w Budapeszcie proklamowano Republikę Węgierską[2].

## Luty
- 24 lutego – Juan Perón został prezydentem Argentyny[2].

## Marzec
- 2 marca – prezydentem Wietnamu Północnego został Hồ Chí Minh[2].
- 5 marca – podczas przemówienia w Fultonie Winston Churchill po raz pierwszy użył pojęcia „żelazna kurtyna”[2].

## Kwiecień
- 27 kwietnia – Krajowa Rada Narodowa uchwaliła ustawę o przeprowadzeniu referendum ludowego[1].

## Maj
- 2 maja – urodził się Seweryn Blumsztajn, dziennikarz i opozycjonista[3].
- 3 maja – komunistyczne władze stłumiły demonstrację przeprowadzoną w Krakowie w rocznicę uchwalenia Konstytucji 3 maja[1].
- 9 maja zmarł William Cabell Bruce, amerykański polityk i pisarz, laureat Nagrody Pulitzera za książkę Benjamin Franklin, Self-Revealed[4].
- 11 maja – Krajowa Rada Narodowa ogłosiła pytania do referendum ludowego[1].

## Czerwiec
- 9 czerwca – grupa wojskowych w Tajlandii przeprowadziła zamach na monarchę Anandę Mohidolu. Pomimo zabicia monarchy wojskowi ponieśli porażkę, a na tron wstąpił brat zamordowanego Bhumibol Adulyadej[2].
- 12 czerwca – w wyniku plebiscytu zniesiono monarchię we Włoszech. Król Humbert II abdykował i wyjechał z kraju[2].
- 13 czerwca – w Polsce wydano dekret o przestępstwach szczególnie niebezpiecznych podczas odbudowy kraju (tzw. mały kodeks karny)[1].
- 14 czerwca – urodził się Donald Trump, prezydent Stanów Zjednoczonych[5][6].
- 18 czerwca – w Rzymie proklamowano powstanie Republikę Włoską[2].
- 22 czerwca – urodził się Józef Oleksy, premier[7].
- 30 czerwca – w Polsce odbyło się referendum ludowe, w którym wzięło udział 90,1% uprawnionych do głosowania. Według oficjalnych wyników na pierwsze pytanie („Czy jesteś za zniesieniem senatu?”) głosy na tak oddało 68% głosujących, na drugie pytanie („Czy chcesz utrwalenia w przyszłej konstytucji ustroju gospodarczego zaprowadzonego przez reformę rolną i unarodowienia podstawowych gałęzi gospodarki krajowej z zachowaniem podstawowych uprawnień inicjatywy prywatnej?”) 77,2%, a na trzecie („Czy chcesz utrwalenia zachodnich granic państwa polskie go na Bałtyku, Odrze i Nysie Łużyckiej?”) 91,4% osób uprawnionych do głosowania. W rzeczywistości sfałszowano wyniki, a na pierwsze pytanie głosowano głównie na „nie”[1].

## Lipiec
- 4 lipca – w Kielcach wybuchły rozruchy antyżydowskie. Podczas pogromu zginęło 41 osób[2].
- 5 lipca – powołano Główny Urząd Kontroli Prasy, Publikacji i Widowisk, który zajął się cenzurą prewencyjną[1].
- 6 lipca – urodził się George W. Bush, prezydent Stanów Zjednoczonych[8].
- 12 lipca – ogłoszono sfałszowane wyniki referendum ludowego z 30 czerwca[1].

## Wrzesień
- 23 września – Krajowa Rada Narodowa uchwaliła ustawę o planie trzyletnim[1].

## Październik
- 1 października – zakończył się proces norymberski[9].
- 7 października – parlament japoński uchwalił nową konstytucję, która ustanowiła kraj monarchią konstytucyjną[2].
- 15 października – zmarł Hermann Göring, jeden z najważniejszych niemieckich nazistów[10].

## Listopad
- 28 listopada – podpisano umowę o jedności działania PPR i PPS[1].

## Grudzień
- 10 grudnia – Pokojową Nagrodę Nobla otrzymali Emily Greene Balch i John Mott[2].
- 19 grudnia – w Hanoi wybuchły zamieszki przeciwko Francuzom. Rozpoczęła się wojna francuska-wietnamska w Indochinach[2].